# Pat Onstad
Patrick Steward Onstad est un footballeur canadien né le 13 janvier 1968 à Vancouver.
Il est élu Gardien de l'année de MLS en 2003 et 2005.